# Parceiros
Parceiros é uma localidade da cidade de Leiria que foi sede da extinta Freguesia de Parceiros, freguesia que tinha 11,57 km² de área e 4 664 habitantes (2011), e, por isso, uma densidade populacional de 359 hab/km².
A Freguesia de Parceiros foi extinta em 2013, no âmbito de uma reforma administrativa nacional, para, em conjunto com a Freguesia de Azoia formar uma nova freguesia denominada União das Freguesias de Parceiros e Azoia da qual é a sede.

## População
| População da freguesia de Parceiros | População da freguesia de Parceiros | População da freguesia de Parceiros | População da freguesia de Parceiros | População da freguesia de Parceiros | População da freguesia de Parceiros | População da freguesia de Parceiros | População da freguesia de Parceiros | População da freguesia de Parceiros | População da freguesia de Parceiros | População da freguesia de Parceiros | População da freguesia de Parceiros | População da freguesia de Parceiros | População da freguesia de Parceiros | População da freguesia de Parceiros |
| ----------------------------------- | ----------------------------------- | ----------------------------------- | ----------------------------------- | ----------------------------------- | ----------------------------------- | ----------------------------------- | ----------------------------------- | ----------------------------------- | ----------------------------------- | ----------------------------------- | ----------------------------------- | ----------------------------------- | ----------------------------------- | ----------------------------------- |
| 1864                                | 1878                                | 1890                                | 1900                                | 1911                                | 1920                                | 1930                                | 1940                                | 1950                                | 1960                                | 1970                                | 1981                                | 1991                                | 2001                                | 2011                                |
| 572                                 | 587                                 | 614                                 | 733                                 | 717                                 | 748                                 | 756                                 | 1 073                               | 1 426                               | 1 610                               | 1 837                               | 2 203                               | 2 482                               | 3 304                               | 4 664                               |

## História
A freguesia foi fundada em 1714, a partir da desanexação de parte da paróquia de São Pedro, de Leiria. Os fregueses ficaram obrigados a dar de congrua ao pároco 110 alqueires de trigo e uma pipa de vinho. Tem como Padroeira Nossa Senhora do Rosário.
Registos paroquiais indicam que antes das invasões francesas, em Outubro de 1810, a população desta freguesia era de 456, sendo 241 depois da retirada das tropas francesas, em Junho de 1811.
Em 1732 a freguesia de Parceiros tinha 397 habitantes, em 1981 tinha 2 203 e em 2001 contaram-se 3 304 habitantes.

## Património Histórico e Cultural
- Igreja Matriz

Com a imagens de N. Senhora do Rosário, S. João Baptista, S. José, S. Sebastião e Santo António.
- Casal de Santa Clara - Habitat da Pré-história
- Serrada - Pernelhas - Paleolítico Superior

## Eventos Culturais (Festas populares e religiosas)
- S. Sebastião (20 de Janeiro)
- N.S. do Rosário (Agosto)
- Todos os Santos (Novembro)

## Lugares da antiga Freguesia de Parceiros
Para além da sede, a Freguesia de Parceiros englobava as seguintes localidades:
- Bela Vista
- Brogal
- Casal da Areia
- Casal do Ralha
- Casal Leitão
- Cascaria
- Meia-Légua
- Mouratos
- Pernelhas
- Quinta da Meia-Légua
- Quinta das Lameiras
- Quinta de Pernelhas
- Quinta do Carrascal
- Vale Juncal